# Електронско учење
Електронско учење се може дефинисати као процес преношења знања и вештина електронским путем уз коришћење одговарајућих рачунарских апликација, тј. наменских програма, и окружења у процесу учења. Те апликације и процеси обухватају учење преко веб-a, рачунара, у дигиталним учионицама, а садржаји се преносе преко интернета, интранета/екстранета, аудио и видео трака, сателитске телевизије... Прелазак на електронско учење не значи одбацивање постојећег садржаја за подучавање/обучавање, већ само побољшање постојећег образовног материјала, односно његово осавремењавање.
Преносиве врсте садржаја које се користе у електронском учењу чине:
- документи,  Acrobat датотеке, као и све остале датотеке;
- Веб садржаји (HTML, Shockwave, JAVA итд.);
- Континуални или streaming медијуми (RealVideo, MP3 audio, NetShow);
- Ауторизовани наставни садржаји у виду тзв. извршних курсвера (енгл. co-urseware).

Да би електронско учење било могуће, најпре је потребно да се наставни садржај учини доступним преко Интернета или интранета. То се постиже израдом веб странице са одговарајућим материјалом за обуку који корисник може да преузме. Осим тога, сложен систем електронског учења захтева читав низ компоненти у које спадају:
- Процес регистрације – креирање јединствене лозинке (идентификационог броја) за сваког учесника у процесу електронског учења, чиме се омогућава његов приступ систему;
- Контрола активности – давање могућности корисницима да приступе оним садржајима и функцијама који одговарају њиховим улогама у процесу учења, чиме се постиже да све активности унутар система буду забеле-жене и праћене;
- Окружење које подржава учење – омогућавање корисницима да међу-собно комуницирају, учествују у настави и постављају питања својим пре-давачима/инструкторима;
- Тестирање и оцењивање – мерење успешности у савладавању знања и вештина;
- Праћење процеса наставе и формирање базе података за управљање и администрирање са могућношћу прављења разноврсних извештаја – бележење свих активности везаних за учење, које ће се потом користити за разне извештаје.

## Дефиниција е-учења
Основна дефиниција е-учења наводи како је то „...кориштење мултимедија и Интернета у сврху побољшања квалитете учења - омогућавањем приступа удаљеним изворима и услугама и омогућавањем сарадње и комуникације и на даљину.” (енгл. ETF - E-learning Strategy Task Force).

### Класификација
Данашњи облици е-учења обухватају различите аспекте кориштења информационе и комуникационе технологије у образовању, те се зависно од интензитета и начина кориштења разликује неколико облика е-учења:
- класична настава - настава у учионици (f2f или face-to-face);
- настава уз помоћ информационе и комуникационе технологије - технологија у служби побољшања класичне наставе (ICT supported teaching and learning);
- хибридна или мешовита настава - комбинација наставе у учионици и наставе уз помоћ технологија (hybrid, mixed mode или blended learning);
- онлајн настава - настава је уз помоћ информационе и комуникационе технологије у потпуности организована на даљину (fully online).

## Предности и недостаци е-учења
„Дизајнирање и израда квалитетног и функционалног система за е-образовање у правилу захтева знатна средства те много времена и труда уколико се жели да се цели наставни предмет или колегијум стави на интернет. (…) Улагања у припрему за онлајн извођење једне наставне јединице обично су вишеструко веће него код офлајн наставе уживо.” Због свега тога врло је важно у конкретној ситуацији пре увођења система е-учења одвагнути његове предности и недостатке. Време учења се може планирати према ученику и у складу са његовим способностима и могућностима, што може допринети већој мотивацији ученика за рад.
Приступ материјалима је увек доступан, за неке садржаје постоји одређено време тако да ученик бира када ће приступити електронском учењу
Е-леарнинг омогућава учешће великог броја корисника
Е-учење успоставља динамичку и повратну интеракцију између наставника и ученика, као и ученика међусобно
Повратна информација између наставника и ученика, као и ученика и садржаја је једна од главних предности е-учења
Наставни садржај треба да буде кратак и јасан, са кључним појмовима који ће подстицати ученике на рад, активност и креативност (кроз есеје, презентације, практичне или радне задатке).
Упркос свим предностима е-учења, оно данас генерално не може да замени класичан приступ учењу и образовању. Посебно у дубљем разматрању ширења најразвијенијег облика е-учења (оног у потпуности организованог на даљину), јављају се питања релативног квалитета резултата, као и самог тока таквог учења, те упитна индивидуализација целог процеса. „Супротно оном што се често чује, е-учење није само алат, заправо уопште није алат. Е-учење је врста комуникацијског канала, канала кроз који се одвија учење. Попут комуникације лицем у лице, попут штампе или телефона. Попут ТВ и аудио-видео система.”
Процес припреме елемената течајева за е-учење је свакако креативнији и сложенији од пуке репликације наставног процеса кроз наставне јединице при чему треба нагласити како је хибридно учење које користи најбоље особине традиционалног и е-учења идеалан концепт за будућност образовања. Наставницима се тако пружа могућност испоруке већине наставних садржаја у онлајн окружењу при чему се време проведено у учионици може искористити за расправу, питања и решавање евентуалних проблема с полазницима. Надаље, онлајн дискусије пружају прилику бројним полазницима да се изразе на начин који у учионици не би могли због срамежљивости или несигурности. Ово је олакшавајућа околност за оне полазнике којима треба више времена да саставе питања или припреме одговоре у онлајн расправи. Ако се при имплементацији система за е-учење систематично у обзир узму технолошки и педагошки аспекти е-учења њихова примена може знатно да унапреди ефективност и ефикасност учења. Познато је да људи уче на различитим нивоима и на различите начине, те ће учење бити најефективније и најефикасније када су наставни материјали максимално индивидуализовани и прилагођени потребама полазника, чему е-учење изразито доприноси.

### Предности
- Е-учење омогућава корисницима квалитетно учествовање у настави и када то питање удаљености, распореда и сличних околности практично чине немогућим. Широка доступност истовремено омогућава и истовремено учествовање великог броја корисника.
- У потпуности модернизована е-учионица отворена је 24 сата дневно, што омогућава најефикасније могуће искориштавање времена. Корисници сами бирају када ће и како приступити е-учењу будући да имају сталан приступ материјалима и настави коју полазе.
- Е-учење путем интернета омогућава посебно динамичну интеракцију између инструктора и полазника, као и полазника међусобно. Сваки појединац доприноси настави покретањем, односно учествовањем у расправама које се тичу дотичне теме.
- У склопу система лако је омогућена интеграција и приступ другим изворима битнима за градиво које се подучава.

### Недостаци
- Е-учење захтева од корисника одређена знања и вештине како би се могли њиме користити. Без одређене рачунарске писмености, градиво интегрисано у склопу електронског система учења постаје потпуно бескорисно. Осим тих знања, за провођење е-наставе битно је и да сваки од корисника има за то одређену опрему.
- Ни најквалитетнија опрема на којој се изводи е-настава није стопостотно поуздана. Чак ни када могући технички проблеми не доведу до прекида у извођењу е-наставе, свакако ће допринети паду концентрације корисника, а самим тиме и паду квалитета е-учења.
- Омогућавањем самосталнијег одређивања начина и времена учења, е-учење својим ученицима доноси и већу одговорност. У одређеним облицима е-учења они се тако сами морају мотивисати, индивидуално процењивати потребу за учењем, што може довести до упитних резултата и објективно слабог напретка у процесу учења.
- Један већ разрађен систем е-учења наилази на проблеме с ауторским правима за садржаје одређеног курса и сл, као и на појаву сличних нелојалних или пак квалитетнијих курсева других аутора. Систем захтева одређену техничку подршку, која кошта, и сталан развој у складу с развојем технологије којом се користи.

## Системи за е-учење
Типичан систем за е-учење у основи је wеб апликација којој корисници приступају путем wеб прегледача на својим рачунарима. Корисници могу приступати систему за е-учење с било којег рачунара док год имају приступ интернету. Уобичајено је да се овакви системи инсталирају на веб серверима који се налазе у школи, факултету или некој другој организацији, при чему пружају могућност креирања курсева за е-учење који тако постају места за постављање и дељење материјала, онлајн дискусије, решавање квизова, предају задаћа итд. Захваљујући својој једноставности кориштења и флексибилности, Мудл је тренутно један од популарних система за е-учење који се користи широм света.